# Apherusa cirrhus
Apherusa cirrhus är en kräftdjursart som först beskrevs av Charles Spence Bate 1862.  Apherusa cirrhus ingår i släktet Apherusa och familjen Calliopiidae. Inga underarter finns listade i Catalogue of Life.